# Mihalıçcık (district)
Mihalıçcık is een Turks district in de provincie Eskişehir en telt 11.618 inwoners (2007). Het district heeft een oppervlakte van 1860,5 km². Hoofdplaats is Mihalıçcık.
De bevolkingsontwikkeling van het district is weergegeven in onderstaande tabel.
| 1997   | 2000   | 2007   |
| ------ | ------ | ------ |
| 19.559 | 18.696 | 11.618 |